# A輪
A輪融資通常是对公司進行第一轮重要风险资本融资的称呼。A輪融資時公司會出售一些优先股给投资者以换取其投资。這些股票通常是公司向公司创始人、员工、亲朋好友、种子基金和天使投资者发行的普通股和普通股期权之后發行的一系列股票。